# Malacaria meliolinae
Malacaria meliolinae är en svampart som beskrevs av Hansf. 1944. Malacaria meliolinae ingår i släktet Malacaria och familjen Tubeufiaceae.   Inga underarter finns listade i Catalogue of Life.